# The Midnight Flyer (film 1918)
The Midnight Flyer è un cortometraggio muto del 1918 diretto da George Marshall.

## Produzione
Il film fu prodotto dall'Universal Film Manufacturing Company.

## Distribuzione
Distribuito dall'Universal Film Manufacturing Company, il film - un cortometraggio di una bobina - uscì nelle sale cinematografiche USA il 29 giugno 1918.